# Dolná Poruba
Dolná Poruba je obec v okrese Trenčín na Slovensku. Žije zde 791 obyvatel.

## Poloha
Obec se nachází v západní části Strážovských vrchů asi 20 km severovýchodně od Trenčína.

## Historie
První zmínka o obci je v listinách Košeckého panstva z roku 1355. Obec, tehdy zmiňována jako Poruba, patřila panstvu z Košece. Roku 1397 se rozdělila na Malou (Dolní) a Velkou (Horní) Porubu.

## Památky
V obci se nachází římskokatolický kostel sv. Martina z roku 1790 a kaple Panny Marie Lurdské z roku 1912.